# Cửa khẩu Bình Hiệp
Cửa khẩu quốc tế Bình Hiệp là cửa khẩu quốc tế đường bộ tại vùng đất xã Bình Hiệp, tỉnh Tây Ninh, Việt Nam .
Cửa khẩu quốc tế Bình Hiệp thông thương với cửa khẩu quốc tế Prey Voa ở khum (xã) Thmei, huyện Kampong Rou, tỉnh Svay Rieng, Campuchia  10°50′33″B 105°55′47″Đ / 10,842366°B 105,929838°Đ.
Cửa khẩu là điểm cuối quốc lộ 62.